# Nakučani (gmina Gornji Milanovac)
Nakučani (cyr. Накучани) – wieś w Serbii, w okręgu morawickim, w gminie Gornji Milanovac. W 2011 roku liczyła 85 mieszkańców.